# Stato macroscopico
In fisica, per stato macroscopico (o macrostato) di un sistema si intende una combinazione di variabili che descrivono tale sistema in maniera completa perché esso possa essere studiato da un punto di vista "macroscopico", cioè in modo tale che l'indagine del sistema venga svolta da un osservatore (reale o immaginario) posizionato rispetto al sistema ad una "distanza" tale da coglierne le caratteristiche globali anziché le caratteristiche delle singole particelle che compongono il sistema.
Le variabili che definiscono un sistema dal punto di vista macroscopico sono dette appunto "variabili macroscopiche". Alcuni esempi di variabili macroscopiche di sistemi termodinamici sono: temperatura, pressione, volume e composizione.
Uno stato macroscopico rappresenta solitamente una semplificazione di una situazione interna ad un sistema complesso.
I vantaggi di una rappresentazione macroscopica stanno proprio nell'immediatezza di un'informazione altrimenti difficilmente trattabile; un sistema composto da N elementi, ciascuno con n caratteristiche indipendenti 
(ad esempio posizione e velocità di una particella sui tre assi cartesiani), necessita in generale N*n equazioni per essere rappresentato; se il numero di componenti è grande (come può esserlo il numero di molecole in una certa quantità di gas), una rappresentazione di questo tipo può risultare proibitiva. La trattazione macroscopica fornisce invece un'informazione complessiva (spesso, come nel caso di pressione e temperatura in sistemi termodinamici, di tipo statistico).  

## Macrostati e microstati
Nello studio dei sistemi, uno "stato macroscopico" può essere considerato come manifestazione di una famiglia di stati microscopici ("microstati") indistinguibili. Uno stato microscopico è una particolare configurazione interna del sistema, non rappresentabile univocamente con variabili macroscopiche. La grandezza di una famiglia, ovvero il numero di microstati tra loro indistinguibili, dipende dalla probabilità di verificarsi dei suddetti, dal tipo di informazioni che si hanno sul sistema, e dalla loro accuratezza.
Si consideri, ad esempio, un oggetto A (una particella), posto in un contenitore chiuso, e si immagini di avere informazioni solo sulla quantità di oggetti in una determinata metà del contenitore.
Dette V e W le due metà del contenitore, si otterranno due possibili configurazioni: o A si trova in V, o A si trova in W. Entrambe le configurazioni avranno il 50% di probabilità di verificarsi.
In questo caso semplice, esistono due soli microstati (le due possibili configurazioni).
Si immagini adesso di inserire un oggetto B, indistinguibile da A nella scatola.
Esisteranno quindi quattro possibili microstati, ai quali assegniamo la stessa probabilità del 25%.
```
        V         W
```

```
        AB        ---               1/4
        
        A          B                1/4
```

```
        B          A                1/4
```

```
       ---         AB               1/4
```

Si è però detto che A e B sono indistinguibili. Saranno quindi indistinguibili anche i microstati 2 e 3. Emergono quindi tre "macrostati" osservabili, che si possono così riassumere:
1. Due oggetti in V
2. Un oggetto in V e uno in W
3. Due oggetti in W

Si osservi che 1) e 3) hanno pari probabilità (25%) di verificarsi, mentre il macrostato 2) è il più probabile, con il 50% di probabilità di verificarsi.
Con quattro particelle ABCD si otterranno 16 possibili microstati, ma solo 5 macrostati, dei quali due molto poco probabili (tutte le particelle in W, o tutte le particelle in V; 1 probabilità su 16), due poco probabili (una particella a sinistra e tre a destra, e viceversa; 1 probabilità su 4), e il probabile, due particelle a sinistra e due a destra, con 3 probabilità su 8.
Estendendo l'esempio ad N particelle, si avranno N^2 possibili microstati (che supponiamo sempre equiprobabili, quindi ciascuno con probabilità di verificarsi  1/N^2), ed N + 1 macrostati (quest'ultimo è un risultato assolutamente non generale, legato alla costruzione del nostro esempio). Tra questi, il macrostato più probabile sarà quello che vede le particelle ripartite uniformemente, e le probabilità di osservare un macrostato sarà tanto più piccola quanto più è grande la non uniformità della ripartizione (nel nostro esempio, i macrostati meno probabili sono quelli che vedono tutte le particelle in W o tutte in V).
La quantità di microstati indistinguibili dipende chiaramente, oltre che dal tipo di sistema, dalla tipo e dalla qualità dell'informazione ottenibile dal sistema.
Se nell'esempio proposto si potessero, ad esempio, "etichettare" le particelle, gli N^2 microstati diventerebbero tutti distinguibili, andando ciascuno a coincidere con un singolo macrostato.
Oppure, se i nostri strumenti fossero meno precisi, il numero di microstati tra loro indistinguibili aumenterebbe, di conseguenza diminuendo il numero di macrostati. Ad esempio, potremmo non distinguere macrostati vicini tra loro, come quello in cui V contiene N particelle e W nessuna da quello in cui V ne contiene N-1 e W solo una.

## Macrostati e stato di equilibrio
Deriva da quanto detto che un sistema capace di assumere un numero N di microstati, se lasciato libero di evolvere, si porta rapidamente nella configurazione più probabile, intorno alla quale oscilla più o meno debolmente. Se gli strumenti di misura non sono infinitamente precisi, e se N è abbastanza grande, i macrostati si allargano, e le probabilità di osservare il macrostato "centrale" sono molto prossime ad 1.
Quindi, per sistemi macroscopici, quando si parla di uno "stato di equilibrio" ci si sta in realtà riferendo a un macrostato dal quale è molto poco probabile (sebbene non impossibile) che il sistema si discosti in modo apprezzabile.